# Petru Șchiopul
Petru Șchiopul o Pietro lo Zoppo (in tedesco Peter der Lahme), o anche Pietro VI (1537 – Bolzano, 1594) fu voivoda (principe) di Moldavia nel 1574-1577, 1578-1579, 1582-1591.
Venne descritto nel 1588 dal patriarca di Costantinopoli Geremia II Tranos come personaggio colto e poliglotta, interessato a svariati argomenti e amante della musica.

## Biografia
Educato a Costantinopoli, Petru era figlio del voivoda (principe) di Valacchia Mircea III Dracul (quindi pronipote di Vlad l'Impalatore). Grazie all'appoggio dell'Impero ottomano, ottenne per sé il trono di Moldavia che riuscì a reggere per un certo periodo nonostante i numerosi tentativi di usurpazione salvo poi essere costretto all'esilio. Fu in Grecia, dove amava in particolare Monte Athos e dove contribuì alla costruzione del monastero di Dionysiou, in molti luoghi della penisola balcanica, in Turchia,  in Ungheria (al cui trono aspirò), in Polonia, in Austria e in alcune parti dell'Italia.
Con l'aiuto dei Gesuiti cercò, nonostante l'ostilità dell'Impero ottomano, che ne determinò l'ultimo e definitivo esilio, di avvicinare la Chiesa cattolica a quella ortodossa, allo scopo di creare un blocco cristiano contro gli infedeli, sostenuto anche da papa Sisto V. Praticò inizialmente una politica antisemita, cacciando gli Ebrei dal paese, ma in seguito mutò opinione e permise loro di ritornare.
Sviluppò i rapporti del suo paese con la Repubblica di Venezia, con l'Inghilterra (con la quale intrecciò vantaggiosi rapporti commerciali) e con lo stesso Impero ottomano. Favorì una ripresa agricola del paese, rinnovò completamente il sistema amministrativo e fiscale, servendosi di studiosi preparati che produssero i primi documenti statistici e demografici moldavi. Introdusse la lingua rumena nell'uso ufficiale di corte. Su incarico del sultano Murad III curò l'ampliamento della fortezza di Bender.
Invecchiato e ammalato, sembra abbia volontariamente abbandonato il potere nell'estate del 1591 rifugiandosi presso l'imperatore Rodolfo II, accompagnato dalla seconda moglie, una zingara di nome Irini, da un figlio, da un nutrito seguito. Si stabilì a Bolzano, dove venne accolto e contemporaneamente sorvegliato dal Landeshauptmann Ferdinand von Kühbach, per il timore che potesse trattarsi di una spia del Sultano ottomano. A Bolzano occupò alcune residenze in città, per trasferirsi quindi a Castel Novale, lamentandosi del clima estivo di Bolzano, da lui ritenuto troppo caldo. Dopo la morte della moglie si ammalò di podagra e avrebbe forse voluto trasferirsi a Venezia, ma non ne ottenne l'autorizzazione. Morì nel luglio del 1594.
Il figlio, Giovanni Stefano, venne allevato in Austria a spese dello stato, ma morì in giovane età a Bolzano.
Le autorità si opposero al trasferimento della salma di Pietro sul Monte Athos. Fu seppellito in un mausoleo appositamente realizzato su un lato della chiesa dei Francescani a Bolzano, poi trasformata in cappella nel 1683 e quindi nel 1884 in "grotta di Lourdes", e che oggi conserva del principe moldavo solo una lapide.